# فلانتينو (مسلسل)
فلانتينو هو مسلسل تلفزيوني مصري عُرض في رمضان 1441 هـ / 2020، وكان سيُعرَض في رمضان 1440 هـ / 2019، لكنه تم تأجيله لأسباب غير مُعلنة.المسلسل من بطولة عادل إمام، وهادي الجيار، وسمير صبري، ودلال عبد العزيز، وداليا البحيري، ومحمد الكيلاني، وطارق الإبياري، وهدى المفتي، ورانيا محمود ياسين، ووفاء صادق، وحمدي الميرغني، ومن تأليف أيمن بهجت قمر، وإخراج رامي إمام، وإنتاج شركة ماجنوم للإنتاج والتوزيع الفني والسينمائي.

## القصة
يمتلك «نور محمد أحمد فلانتينو» (عادل امام) الشهير بـ«فلانتينو» وزوجته «عفاف عصمت» (دلال عبد العزيز) سلسلة مدارس انترنشونال يُطلق عليها اسم «مدارس فلانتينو»، ونتيجة لقوتها وسيطرتها علي مجرى الأمور، تنشأ بينهما العديد من الخلافات طوال أحداث المسلسل، ومن هنا تبدأ المغامرة والمفاجآت.

## هوامش
- اعتذر الفنان سامح حسين عن المشاركة بالمسلسل. علي الرغم من موافقته بالبداية وتوقيعه للعقد، إلا إنه اعتذر قبل بدأه بتصوير مشاهده، وحل مكانة بالمسلسل الفنان حمدي الميرغني.
- رُشحت الفنانة نيكول سابا للمشاركة بالمسلسل وأداء إحدي الشخصيات فيه، وقيل أنها وافقت علي المشاركة، إلا أنها أعلنت بعد ذلك أن العمل لم يُعرض عليها أساساً، وبعد ذلك أعلنت شركة الإنتاج التعاقد مع الفنانة داليا البحيري لأداء الشخصية التي رُشحت لها نيكول بالبداية.
- كان من المفترض عرض المسلسل في موسم رمضان 2019، ولكن تم تأجيله لظروف إنتاجية.

## طاقم العمل
| اسم الممثل        | دور الممثل                    |
| ----------------- | ----------------------------- |
| عادل إمام         | نور محمد أحمد فلانتينو        |
| دلال عبد العزيز   | عفاف عصمت                     |
| هادي الجيار       | بهاء                          |
| داليا البحيري     | نور محمد أحمد فلانتينو - نورا |
| سمير صبري         | جميل سالم                     |
| سليمان عيد        | عاطف / السائق                 |
| حمدي الميرغني     | عاصم صادق / ابن أخت فلانتينو  |
| مصطفى هريدي       | غريب                          |
| هدى المفتي        | نبوية - نانا                  |
| عادل أنور         | د. عبد العزيز                 |
| وفاء صادق         | جيلان / معلمة                 |
| مجدي بدر          | سامح / زوج جيلان السابق       |
| محمد الكيلاني     | أرشميدس                       |
| علاء عمرو         | معتز / ابن جيلان              |
| زينة هاشمدينا     | دينا                          |
| محمد التاجي       | شاكر الفولي                   |
| يوسف الأسدي       | سامر                          |
| ريم المصري        | بريهان                        |
| عبد الحكيم الصيني | المدرس الياباني مسيو مم       |
| أحمد فريد         | شريف / زوج صافي               |
| جميل برسوم        | سمير سنجة إس إس / خال نورا    |
| محسن منصور        | عجماوي                        |
| طارق الإبياري     | رفاعة                         |
| إلهام عبد البديع  | هبه / خطيبة رفاعة             |
| محمد الدسوقي      | هاشم / والد هبة               |
| بدرية طلبة        | سميرة / الخادمة               |
| رانيا محمود ياسين | صافي / معلمة                  |
| طه خليفة          | مظهر / أخ شريف                |
| رضا إدريس         | سيد / الشيف                   |
| إنعام الجريتلي    | سناء / أخت فلانتينو           |
| رامي الطمباري     | مدحت الأسيوطي                 |
| إبراهيم فرح       | سالم                          |
| نادية نجم         | غادة / موظفة الإتش آر         |
| عمرو وهبة         | هاني                          |
| حسن العدل         | والد هاني                     |
| عمرو جمال         | ميحة                          |
| صفاء جلال         | شادية                         |
| مصطفى خاطر        | حسام - ضيف شرف                |
| محمد عبد الرحمن   | هشام - ضيف شرف                |
| علي ربيع          | أسامة - ضيف شرف               |

## وصلات خارجية
- فلانتينو على موقع IMDb (الإنجليزية)
- فلانتينو على موقع قاعدة بيانات الأفلام العربية
- فلانتينو على موقع كينوبويسك (الروسية)
- فلانتينو على موقع قاعدة بيانات الفيلم (الإنجليزية)

- فالنتينو على موقع سينما